# (13088) Filipportera
(13088) Filipportera est un astéroïde de la ceinture principale.

## Description
(13088) Filipportera est un astéroïde de la ceinture principale. Il fut découvert le 8 août 1992 à Caussols par Eric Walter Elst. Il présente une orbite caractérisée par un demi-grand axe de 3,15 UA, une excentricité de 0,11 et une inclinaison de 8,0° par rapport à l'écliptique.

## Compléments